# The Swing of Delight
The Swing of Delight je dvojni studijski album Devadipa Carlosa Santane, ki je izšel leta 1980. To je zadnji njegov solo studijski album (Illuminations (1974), Oneness: Silver Dreams – Golden Reality (1979)), ki je izšel pod njegovim sanskrtskim imenom Devadip Carlos Santana, ki mu ga je dodelil guru Šri Činmoj. Pri snemanju albuma sta, med drugimi, sodelovala tudi Herbie Hancock in Wayne Shorter.

## Seznam skladb
| Stran 1 | Stran 1                       | Stran 1    | Stran 1 |
| Št.     | Naslov                        | Pisec      | Dolžina |
| ------- | ----------------------------- | ---------- | ------- |
| 1.      | „Swapan Tari‟                 | Šri Činmoj | 6:46    |
| 2.      | „Love Theme from "Spartacus"‟ | Alex North | 6:50    |

| Stran 2 | Stran 2               | Stran 2        | Stran 2 |
| Št.     | Naslov                | Pisec          | Dolžina |
| ------- | --------------------- | -------------- | ------- |
| 1.      | „Phuler Matan‟        | Činmoj         | 5:52    |
| 2.      | „Song for My Brother‟ | Carlos Santana | 6:56    |

| Stran 3 | Stran 3       | Stran 3 | Stran 3 |
| Št.     | Naslov        | Pisec   | Dolžina |
| ------- | ------------- | ------- | ------- |
| 1.      | „Jharna Kala‟ | Činmoj  | 7:11    |
| 2.      | „Gardenia‟    | Santana | 7:08    |

| Stran 4         | Stran 4                 | Stran 4         | Stran 4 |
| Št.             | Naslov                  | Pisec           | Dolžina |
| --------------- | ----------------------- | --------------- | ------- |
| 1.              | „La Llave‟              | Santana         | 3:40    |
| 2.              | „Golden Hours‟          | Santana         | 6:36    |
| 3.              | „Shere Khan, the Tiger‟ | Wayne Shorter   | 5:45    |
| Skupna dolžina: | Skupna dolžina:         | Skupna dolžina: | 56:59   |

## Osebje

### Glasbeniki
- Devadip Carlos Santana – električna kitara, akustična kitara, 12-strunska kitara, tolkala, vokali
- Wayne Shorter – sopran saksofon (2, 6, 9), tenor saksofon (3, 9)
- Premik Russell Tubbs – sopran saksofon (1, 3), tenor saksofon (4, 5)
- Herbie Hancock – akustični klavir, Fender Rhodes, Clavinet, sintetizatorji (Clavitar, Prophet 5, Yamaha CS-80, Oberheim 8 Voice, trobila, godala)
- Ron Carter – akustični bas (2, 3, 6, 7, 9)
- David Margen – bas (1, 4, 5, 8,)
- Harvey Mason – bobni (2, 4, 7, 9)
- Graham Lear – bobni (5, 8)
- Tony Williams – bobni (1, 3, 6)
- Armando Peraza – konge, bongos, tolkala
- Raul Rekow – konge, tolkala, vokali
- Orestes Vilató – timbales, tolkala, vokali

### Produkcija
- Asistent: Bob Kovach
- Tonski mojster: Jeff Mestler, Paul Stubblebine
- Tonski mojster (kitara): Steve Cain
- Tonski mojster (klaviature): Bryan Bell
- Tonski mojster, producent: David Rubinson
- Tonski mojster (snemanje): Leslie Ann Jones
- Producent re-izdaje: Moto Uehara
- Remastering: Kouji Suzuki
- Oblikovanje: Devadip Carlos Santana
- Naslovnica: Šri Činmoj
- Ovitek: Tadanori Yokoo
- Fotografije: Roger Ressmeyer